# Bergöfjärden (naturreservat)
Bergöfjärden är ett naturreservat i Luleå kommun i Norrbottens län.
Området är naturskyddat sedan 1997 och är 7,5 kvadratkilometer stort. Reservatet omfattar sex små öar i yttre delen av Bergöfjärden. Reservatet består av hällar och gles skog.